# Nippobodes latus
Nippobodes latus är en kvalsterart som beskrevs av Aoki 1970. Nippobodes latus ingår i släktet Nippobodes och familjen Nippobodidae. Inga underarter finns listade i Catalogue of Life.